# Upplands runinskrifter 19
Runinskrift U 19 är en runsten som står på Ekerö, vid korsningen mellan Ekerövägen och avtagsvägen till Helgö i Mälaren. Stenen som hittades 1868. står av allt att döma kvar på sin ursprungliga plats utmed gamla landsvägen som sannolikt även den har forntida anor. 

## Inskriften

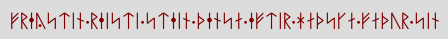
Runslingan på U 19

Runsvenska: Freysteinn reisti stein þenna eptir Háðska, fôður sinn.
Nusvenska: "Frösten reste denna sten efter Hadske, sin fader"